# A.J. Buckley
Alan John Buckley (Dublin (Ierland), 9 februari 1978) is een in Ierland geboren televisie-, film- en stemacteur.
Buckley werkte mee aan diverse films, waaronder Disturbing Behavior, My Neighbors the Yamadas, Blue Car en Happy Feet. Daarnaast was hij te zien in televisieseries als The X-Files, NYPD Blue, Without a Trace, CSI: Crime Scene Investigation en Bones.
Hij vergaarde wereldwijde bekendheid door zijn vertolking van Adam Ross in CSI: NY.

## Levensloop en carrière

### Beginjaren
Als kind had Buckley snel door dat hij wilde acteren en vertelde zijn vader dat hij "acteur" wilde worden, waarop zijn vader hem aanraadde een sport te gaan doen. Hij was vijf toen hij met zijn moeder voor het eerst naar een toneelstuk ging - Snow White and the Seven Dwarves. Hij zegt zich vooral het gelach in het theater te herinneren en wilde sindsdien zelf op een podium staan.
Hij begon zijn acteercarrière op veertienjarige leeftijd in de Canadesie televisieserie The Odyssey, waarvoor hij auditie had gedaan. In 1994 had hij een rol in de televisiefilm The Disappearance of Vonnie en speelde tot 1998 gastrollen in de series Are You Afraid of the Dark?, The X-Files, Millennium, North of 60 en Night Man. Eind jaren 90 speelde hij in films als Disturbing Behavior – naast onder meer Katie Holmes – Deal of a Lifetime, Random Acts, Convergence en In a Class of His Own. Met My Neighbors the Yamadas had hij zijn eerste stemrol.

### Vele rollen
Ook later bleef Buckley zich breed inzetten als acteur. Hij speelde rollen in televisiefilms als Murphy's Dozen, Manticore en Motocrossed en direct-to-video-films Silent Warnings en Timecop 2: The Berlin Decision. Daarnaast had hij rollen in verschillende feature films, waaronder The In Crowd, Blue Car en Roomies. In 2002 had hij een kleine rol in Nightstalker, een film over de Amerikaanse seriemoordenaar Richard Ramirez. In totaal nam hij tussen 2000 en 2005 negentien films op.
Daarnaast speelde Buckley in verschillende televisieseries als NYPD Blue, Without a Trace, The District en The Collector. In 2004 had hij een gastrol in CSI: Crime Scene Investigation.

### Doorbraak
In 2005 had Buckley zich ingeschreven om auditie te doen voor CSI: Miami. Op dat moment stond hij, zonder het zelf te weten, op een shortlist voor een bijrol in CSI: NY als een nieuwe lab tech. Omdat de producenten van de CSI-franchise acteurs maar een van de drie series per jaar laten doen, vroeg zijn manager of ze hem wilden hebben voor New York of dat hij de rol in Miami maar moest aannemen. De producenten besloten om hem voor New York in te huren. In zijn eerste aflevering had hij drie regels tekst, maar de producenten beloofden dat ze gingen proberen om daar later op verder te gaan. In eerste instantie was de rol van Adam Ross bedoeld als terugkerende nevenrol, maar na afloop van het derde seizoen in 2007 kreeg hij een contract voor vijf jaar aangeboden. Voor hij de rol kreeg, had hij nog maar $32,- op zijn rekening staan, leefde hij vanuit zijn auto en overwoog hij om terug te gaan naar Canada en te solliciteren voor een 9-to-5-job. Hij is dan ook heel erg dankbaar voor zijn rol in CSI: NY.
Verder deed Buckley stemmenwerk voor televisieseries Wolverine and the X-Men en The Super Hero Squad Show, de film Happy Feet en twee games, Kingdom Hearts II en CSI: NY. Daarnaast had hij gastrollen in Bones en Entourage. Verder kreeg hij de rol van Ed Zeddmore in Supernatural. Eigenlijk mocht hij in eerste instantie geen auditie doen omdat de producers hem niet geschikt vonden. David Nutter regelde alsnog een auditie en Buckley kreeg de rol. Hij en zijn tegenspeler Travis Wester krijgen veel goede kritieken, voornamelijk vanwege hun chemie. Een jaar later speelde hij in The Last Sin Eater, Walking Tall 2: The Payback en The Box. In 2009 rondde hij de opnames voor Skateland af en momenteel staat hij op de shortlist voor de film Paddyville, die in 2010 in de zalen moet komen. Verder zal hij in een hoofdrol te zien zijn in de televisieserie Ghostfacers.

## Persoonlijk
A.J. Buckley werd geboren op 9 februari 1978 in Dublin, Ierland. Zijn familie verhuisde naar White Rock in British Columbia, Canada toen hij zes jaar oud was. Hij volgde les op de St. Thomas More Preparatory, een privéschool voor middelbaar onderwijs in Burnaby. Zijn ouders stonden ingeschreven als pleegouders en hadden in twaalf jaar zo'n zestig kinderen over de vloer gehad.
Verder woonde hij in Delta, Panorama Ridge, Langley en Semiahmoo Peninsula. Tegenwoordig woont hij in Los Angeles. In zijn vrije tijd speelt Buckley drum. Verder heeft hij een televisieproductie maatschappij opgericht, Fourfront Productions, waarvoor hij zelf regelmatig scenario's schrijft.
Buckley had sinds juli 2007 een relatie met de Australische actrice Sharni Vinson. Ze leerden elkaar kennen op een barbecue ter gelegenheid van Independence Day. Precies een jaar later – inmiddels was Vinson voor Buckley naar Los Angeles verhuisd – werd bekend dat het koppel uit elkaar was gegaan.
Er wordt nogal getwijfeld over zijn volledige naam. Er zijn bronnen die meldden dat A.J. staat voor Aaron John, maar ook Aaron James en Alan John komen voorbij.
Buckley is dyslectisch.

## Filmografie
| Televisie                | Televisie                       | Televisie                              | Televisie                                                                                     |  |
| Jaar                     | Productie                       | Rol                                    | Opmerkingen                                                                                   |  |
| ------------------------ | ------------------------------- | -------------------------------------- | --------------------------------------------------------------------------------------------- |  |
| 1992                     | The Odyssey                     | Hall Monitor                           | Aflevering onbekend                                                                           |  |
| 1995                     | Are You Afraid of the Dark?     | Lonnie                                 | Afl. 5.07, The Tale of the Manaha; als Alan Buckley                                           |  |
| 1996                     | The X-Files                     | The Dude                               | Afl. 3.12, War of the Coprophages; als Alan Buckley                                           |  |
| 1997                     | Millennium                      | Josh Comstock                          | Afl. 1.11, Weeds; uncredited                                                                  |  |
| 1997                     | North of 60                     | Ricky                                  | Afl. 6.03, Ghosts                                                                             |  |
| 1998                     | Night Man                       | Onbekend                               | Afl. 2.03, It Came from Out of the Sky                                                        |  |
| 2000                     | NYPD Blue                       | Roger Lundquist                        | Afl. 7.16, Goodbye Charlie                                                                    |  |
| 2001                     | Jack & Jill                     | Mitch                                  | Afl. 2.12, ...And Nothing But the Truth                                                       |  |
| 2002                     | Haunted                         | Brian Hewitt                           | Afl. 1.02, Gevious Angels                                                                     |  |
| 2003                     | Without a Trace                 | Richie Dobson                          | Afl. 1.12, Underground Railroad                                                               |  |
| 2003                     | The District                    | Gaines                                 | Afl. 4.04, The Kindness of Strangers                                                          |  |
| 2004                     | CSI: Crime Scene Investigation  | Ted Martin                             | Afl. 5.04, Crow's Feet                                                                        |  |
| 2004                     | The Collector                   | The Devil / Bill Diggs                 | Afl. 1.09, The Old Man                                                                        |  |
| 2005                     | Fat Actress                     | McG's Stand-In                         | Afl. 1.02, Charlies Angels or Too Pooped to Pop                                               |  |
| 2005-2013                | CSI: NY                         | Adam Ross                              |                                                                                               |  |
| 2006-2009                | Supernatural                    | Ed Zeddmore                            | Afl. 1.17, Hell House Afl. 3.13, Ghostfacers Afl. 4.17, It's a Terrible Life                  |  |
| 2007                     | Bones                           | Dan                                    | Afl. 2.20, The Glowing Bones in 'The Old Stone House'                                         |  |
| 2007                     | Entourage                       | Dave                                   | Afl. 4.10, Snow Job                                                                           |  |
| 2008-2009                | Wolverine and the X-Men         | Mortimer Toynbee / Toad (stem)         | Afl. 1.02, Hindsight: Part 2 Afl. 1.08, Time Bomb Afl. 1.13, Battle Lines Afl. 1.18, Backlash |  |
| 2009                     | The Super Hero Squad Show       | Toad / Klaw / Batroc the Leaper (stem) | Afl. 1.04, Hulk Talk Smack!                                                                   |  |
| 2010                     | Ghostfacers                     | Ed                                     |                                                                                               |  |
| 2017-                    | Seal Team                       | Sonny Quinn                            |                                                                                               |  |
| Film                     |                                 |                                        |                                                                                               |  |
| Jaar                     | Productie                       | Rol                                    | Opmerkingen                                                                                   |  |
| 1994                     | The Disappearance of Vonnie     | Robbie                                 | Televisiefilm                                                                                 |  |
| 1998                     | Disturbing Behavior             | Charles 'Chug' Roman                   |                                                                                               |  |
| 1999                     | Deal of a Lifetime              | Axe                                    |                                                                                               |  |
| 1999                     | My Neighbors the Yamadas        | Verschillende stemmen                  | Engelse nasynchronisatie                                                                      |  |
| 1999                     | Random Acts of Violence         | Neal                                   |                                                                                               |  |
| 1999                     | Convergence                     | Stanley Kobus                          |                                                                                               |  |
| 1999                     | In a Class of His Own           | Jake Matteson                          | Televisiefilm                                                                                 |  |
| 2000                     | The In Crowd                    | Wayne                                  |                                                                                               |  |
| 2001                     | Murphy's Dozen                  | Sean                                   | Televisiefilm                                                                                 |  |
| 2001                     | Motocrossed                     | Jimmy Bottles                          | Televisiefilm                                                                                 |  |
| 2001                     | The Forsaken                    | Mike                                   |                                                                                               |  |
| 2001                     | XCU: Extreme Close Up           | Terrance 'T-Bone' Tucker               |                                                                                               |  |
| 2001                     | Extreme Days                    | Will Davidson                          |                                                                                               |  |
| 2002                     | Scream at the Sound of the Beep | Peter                                  |                                                                                               |  |
| 2002                     | 10:30 Check-Out                 | Alex                                   |                                                                                               |  |
| 2002                     | Blue Car                        | Pat                                    |                                                                                               |  |
| 2002                     | Wishcraft                       | Howie                                  |                                                                                               |  |
| 2002                     | Girl Fever                      | Jesse                                  | Als AJ Buckley                                                                                |  |
| 2002                     | Nightstalker                    | Somo                                   |                                                                                               |  |
| 2003                     | Silent Warnings                 | Layne Vossimer                         | Direct-to-video                                                                               |  |
| 2003                     | Timecop 2: The Berlin Decision  | Gate Guard                             | Direct-to-video                                                                               |  |
| 2004                     | In Enemy Hands                  | U.S.S. Swordfish: Medical Officer      |                                                                                               |  |
| 2004                     | Roomies                         | Reno                                   |                                                                                               |  |
| 2005                     | Why Don't You Dance?            | Onbekend                               |                                                                                               |  |
| 2005                     | F: Ohhh, the Agony of Da-feet   | Shoe Store Guy                         |                                                                                               |  |
| 2005                     | Manticore                       | Private Sulley                         | Televisiefilm                                                                                 |  |
| 2006                     | Jimmy and Judy                  | Buddy                                  |                                                                                               |  |
| 2006                     | You Did What?                   | Greg Porter                            |                                                                                               |  |
| 2006                     | Happy Feet                      | Verschillende stemmen                  | Originele nasynchronisatie                                                                    |  |
| 2007                     | The Last Sin Eater              | Angor Forbes                           |                                                                                               |  |
| 2007                     | Walking Tall 2: The Payback     | Harvey Morris                          | Direct-to-video                                                                               |  |
| 2007                     | The Box                         | Danny Schamus                          |                                                                                               |  |
| 2009                     | Skateland                       | Teddy In                               |                                                                                               |  |
| 2010                     | Paddyville                      | Noel                                   |                                                                                               |  |
| 2011                     | The Doomsday Scrolls            | Onbekend                               |                                                                                               |  |
| Games (nasynchronisatie) |                                 |                                        |                                                                                               |  |
| Jaar                     | Productie                       | Rol                                    | Opmerkingen                                                                                   |  |
| 2005                     | Kingdom Hearts II               | Verschillende stemmen                  | Engelse nasynchronisatie; tevens Kingdom Hearts II: Final Mix+ (2007)                         |  |
| 2008                     | CSI: NY - The Game              | Adam Ross (stem)                       | Originele nasynchronisatie                                                                    |  |
| 2015                     | Disney Infinity 3.0             | Nash (stem)                            | Originele nasynchronisatie                                                                    |  |